# Atelopus pictiventris
Atelopus pictiventris là một loài cóc trong họ Bufonidae. Chúng là loài đặc hữu của Colombia.
Các môi trường sống tự nhiên của chúng là các khu rừng vùng núi ẩm nhiệt đới hoặc cận nhiệt đới, sông, vùng đồng cỏ, các khu rừng trước đây bị suy thoái nặng nề, và.